# 木曽岬町
木曽岬町（きそさきちょう）は、三重県の北東端、木曽三川の河口部に位置する町。東は愛知県と接し、西は木曽川を挟んで桑名市長島町と接する。また、南は伊勢湾の最北部に面している。トマトが名産。
三重県桑名郡に属する唯一の町で、三重県の市町村で木曽川東岸に位置するのは桑名郡木曽岬町及び桑名市長島町老松の区域である。鍋田川が県境となっているため行政区分上は三重県に属するものの、町の区域の郵便配達は隣接する愛知県弥富市の日本郵便株式会社弥富郵便局が行うため郵便番号は愛知県内の「49」で始まるものが割り当てられており、NTT市外局番も弥富市と同じ「0567」（津島MA）が使用される。

## 地理

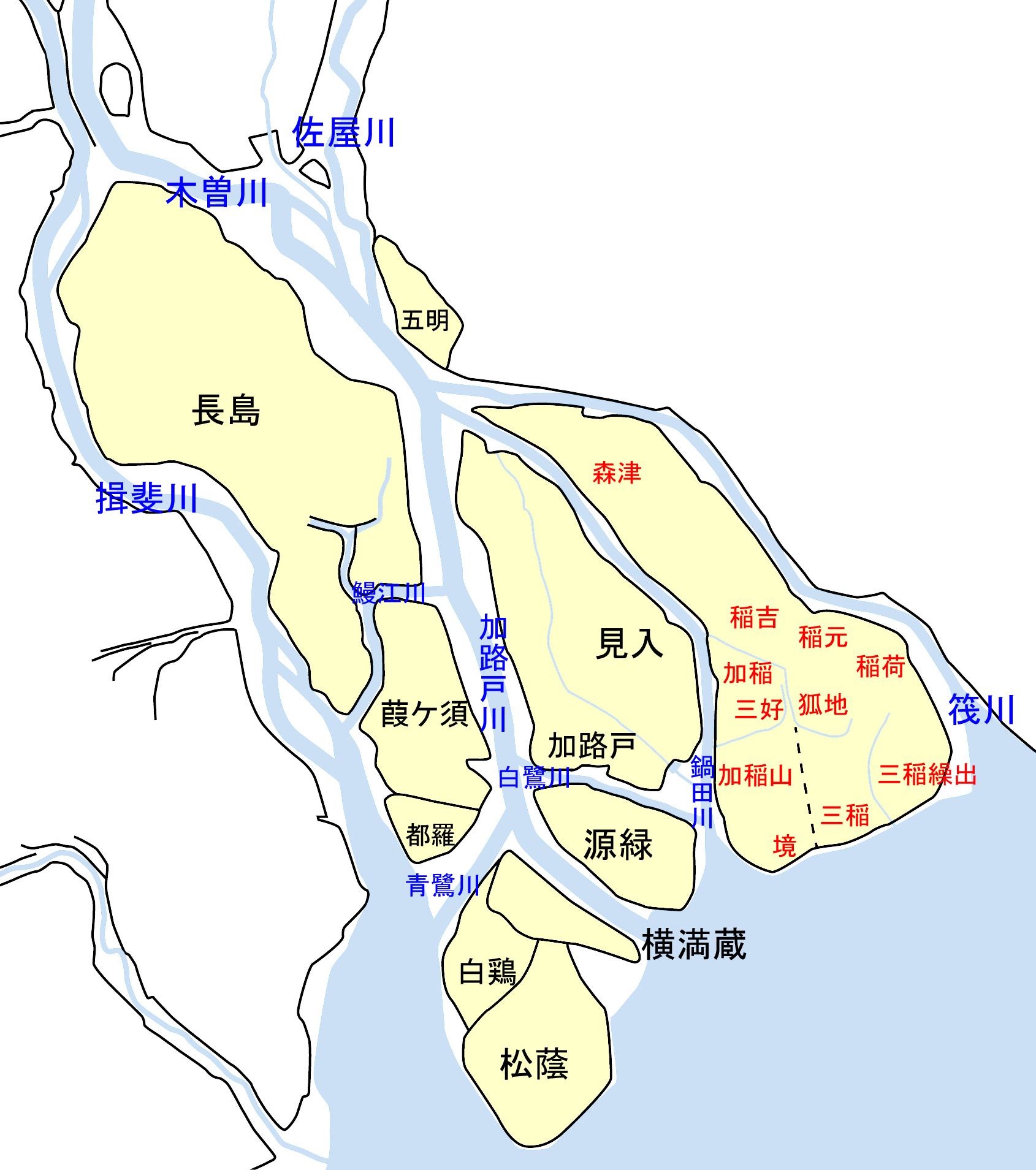
木曽三川分流工事以前の木曽川河口部の状況。黒字は輪中の名称（両国輪中については主要な村名）。

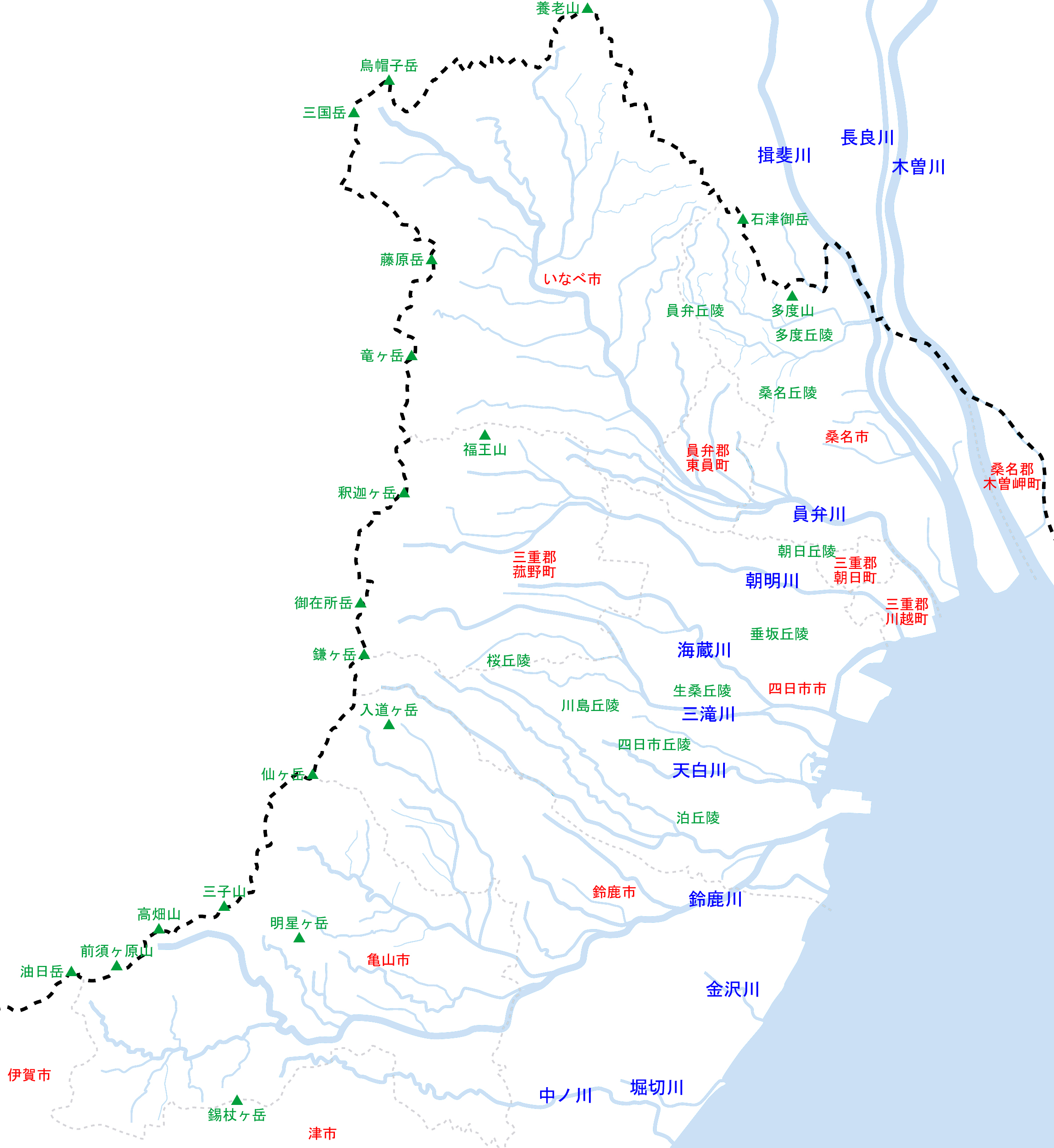
三重県北部を流れる河川の位置関係。濃い破線は県境、薄い破線は市町村境。河川名は木曽川水系以外は水系本川のみ記載。

- 河川 : 木曽川、鍋田川

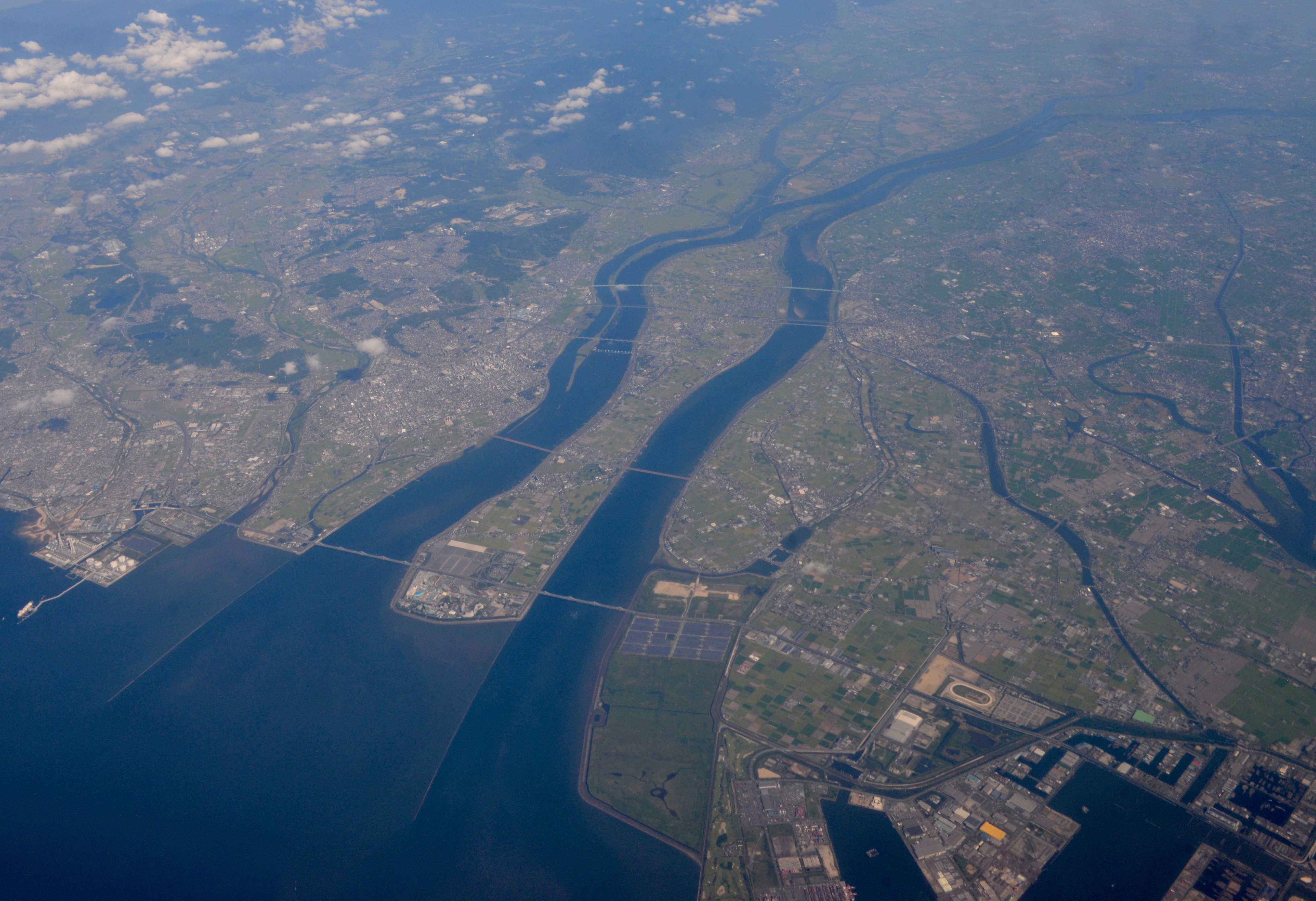
木曽岬町全景。画像中央部、木曽川の右の雨滴形の地域が木曽岬町である
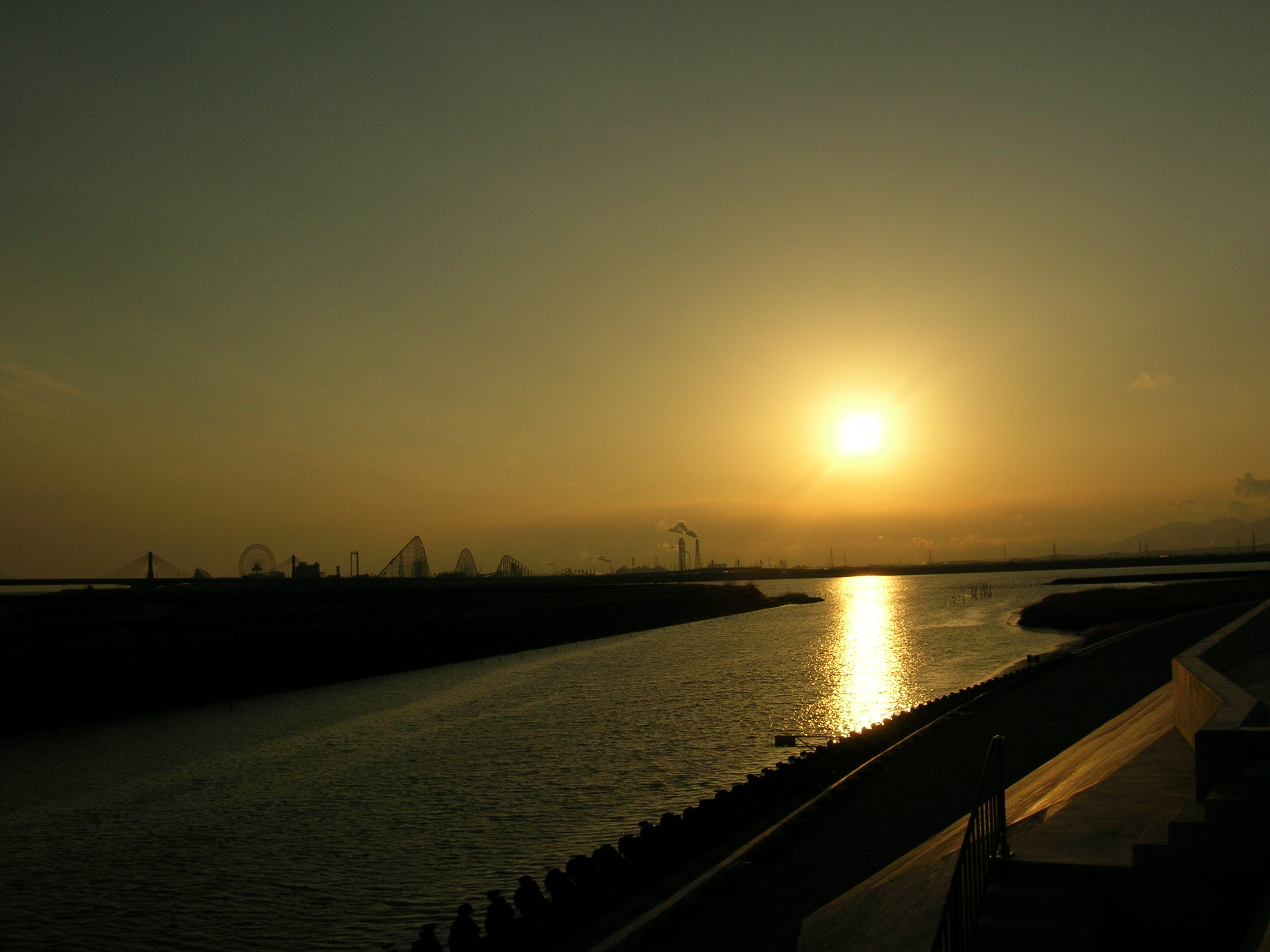
鍋田川の河口

### 隣接している自治体
- 桑名市
- 愛知県弥富市

## 歴史
- 1757年（宝暦7年） - 見入川が締め切られ、見入輪中及び加路戸輪中が陸続きになる。
- 1889年（明治22年）4月1日 - 町村制の施行により、桑名郡加路戸新田、大新田、外平喜新田、近江島新田、西対海地新田、田代新田、築留新田、雁ヶ地新田、白鷺脇付新田、福崎新田、豊崎新田、川先新田、富田子新田、中和泉新田、見入新田、和泉新田、小和泉新田、小林新田、小林島新田、東対海地新田、源緑新田、源緑山新田、藤里新田、白鷺新田及び松永新田を廃し、その区域をもって桑名郡木曽岬村を設置する。
- 1891年（明治24年） - 白鷺川が締め切られ、源緑輪中及び加路戸輪中が陸続きになる。
- 1963年（昭和38年） - 鍋田川が締め切られ、町の区域が愛知県側と陸続きになる。
- 1989年（平成元年）5月1日 - 桑名郡木曽岬村を桑名郡木曽岬町とする。

## 人口
三重県の市町村の中では人口が最も少ない。
| |                                          |  |
| 木曽岬町と全国の年齢別人口分布（2005年） | 木曽岬町の年齢・男女別人口分布（2005年） |  |
| ■紫色 ― 木曽岬町 ■緑色 ― 日本全国 | ■青色 ― 男性 ■赤色 ― 女性                |  |
| 木曽岬町（に相当する地域）の人口の推移 \| 1970年（昭和45年） \| 3,358人 \| \| \| 1975年（昭和50年） \| 4,097人 \| \| \| 1980年（昭和55年） \| 4,986人 \| \| \| 1985年（昭和60年） \| 6,307人 \| \| \| 1990年（平成2年） \| 7,167人 \| \| \| 1995年（平成7年） \| 7,231人 \| \| \| 2000年（平成12年） \| 7,172人 \| \| \| 2005年（平成17年） \| 6,965人 \| \| \| 2010年（平成22年） \| 6,855人 \| \| \| 2015年（平成27年） \| 6,357人 \| \| \| 2020年（令和2年） \| 6,023人 \| \| |                                          |  |
| 総務省統計局 国勢調査より |                                          |  |
| 1970年（昭和45年） | 3,358人                                  |  |
| 1975年（昭和50年） | 4,097人                                  |  |
| 1980年（昭和55年） | 4,986人                                  |  |
| 1985年（昭和60年） | 6,307人                                  |  |
| 1990年（平成2年） | 7,167人                                  |  |
| 1995年（平成7年） | 7,231人                                  |  |
| 2000年（平成12年） | 7,172人                                  |  |
| 2005年（平成17年） | 6,965人                                  |  |
| 2010年（平成22年） | 6,855人                                  |  |
| 2015年（平成27年） | 6,357人                                  |  |
| 2020年（令和2年） | 6,023人                                  |  |

## 行政

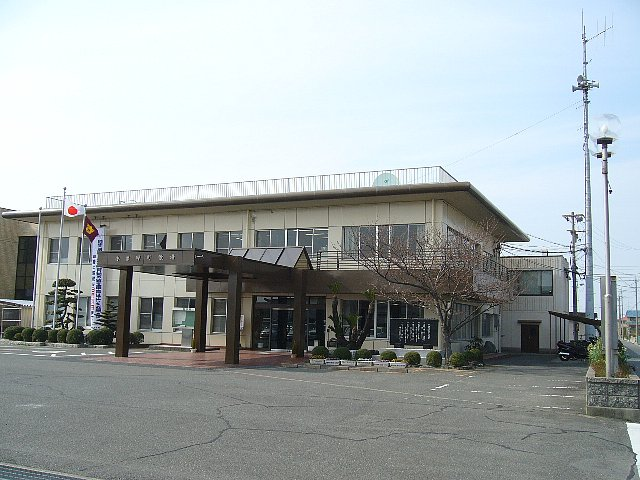
木曽岬町役場旧庁舎

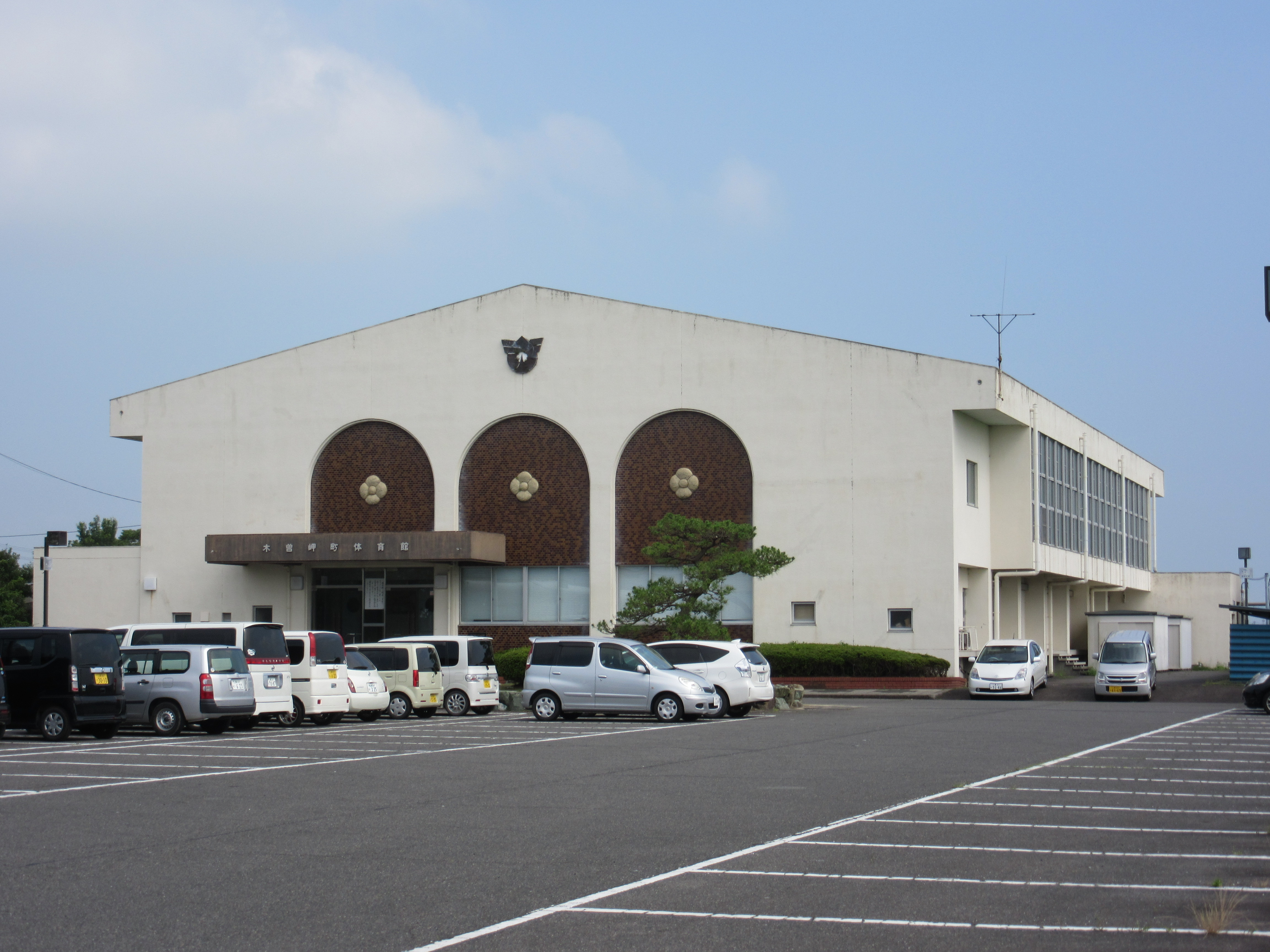
木曽岬町体育館

木曽岬町役場は2016年（平成28年）11月に新庁舎が供用開始された。津波や高潮の対策として1階部分を地盤から1m高くし、天井高を6mとすることで2階以上が想定津波高よりも高くなるようにしており、屋外には助命壇を設置している。旧庁舎は1972年（昭和47年）に公民館として建設された建物を役場に転用したもので、手狭であった。
- 町長：三輪一雅（2025年5月5日より）
- 町議会：議員定数8名

※なお、衆議院議員選挙の選挙区は「三重県第3区」、三重県議会議員選挙の選挙区は「桑名市・桑名郡選挙区」（定数：4）となっている。

### 公共施設
- 木曽岬町立図書館
- 木曽岬町立北部公民館
- 木曽岬町立東部公民館
- 木曽岬町立輪心乃里
- 木曽岬町体育館
- 木曽岬町武道館

## 管轄・サービスエリア
行政サービスは三重県桑名警察署（木曽岬駐在所）をはじめ、桑名市消防署長島木曽岬分署、桑名税務署、津地方法務局桑名支局、日本年金機構四日市年金事務所など三重県内の各機関が管轄しており、木曽岬町の農協はJA桑名と合併（その後、他の農協と合併しJAみえきたに）、ケーブルテレビは四日市市にあるシー・ティー・ワイのサービスエリアである。一方、日本郵便株式会社弥富郵便局の担当（郵便番号498）であり、西日本電信電話株式会社も市外局番は愛知県の津島MAの0567となっており、市内通話区域は愛知県弥富市、津島市、愛西市及び海部郡飛島村の区域等で、桑名市へは市外通話扱いになる。また、放送対象地域が三重県であるNHK津放送局及び三重テレビ放送株式会社が桑名中継局を町内に設置している。

## 産業

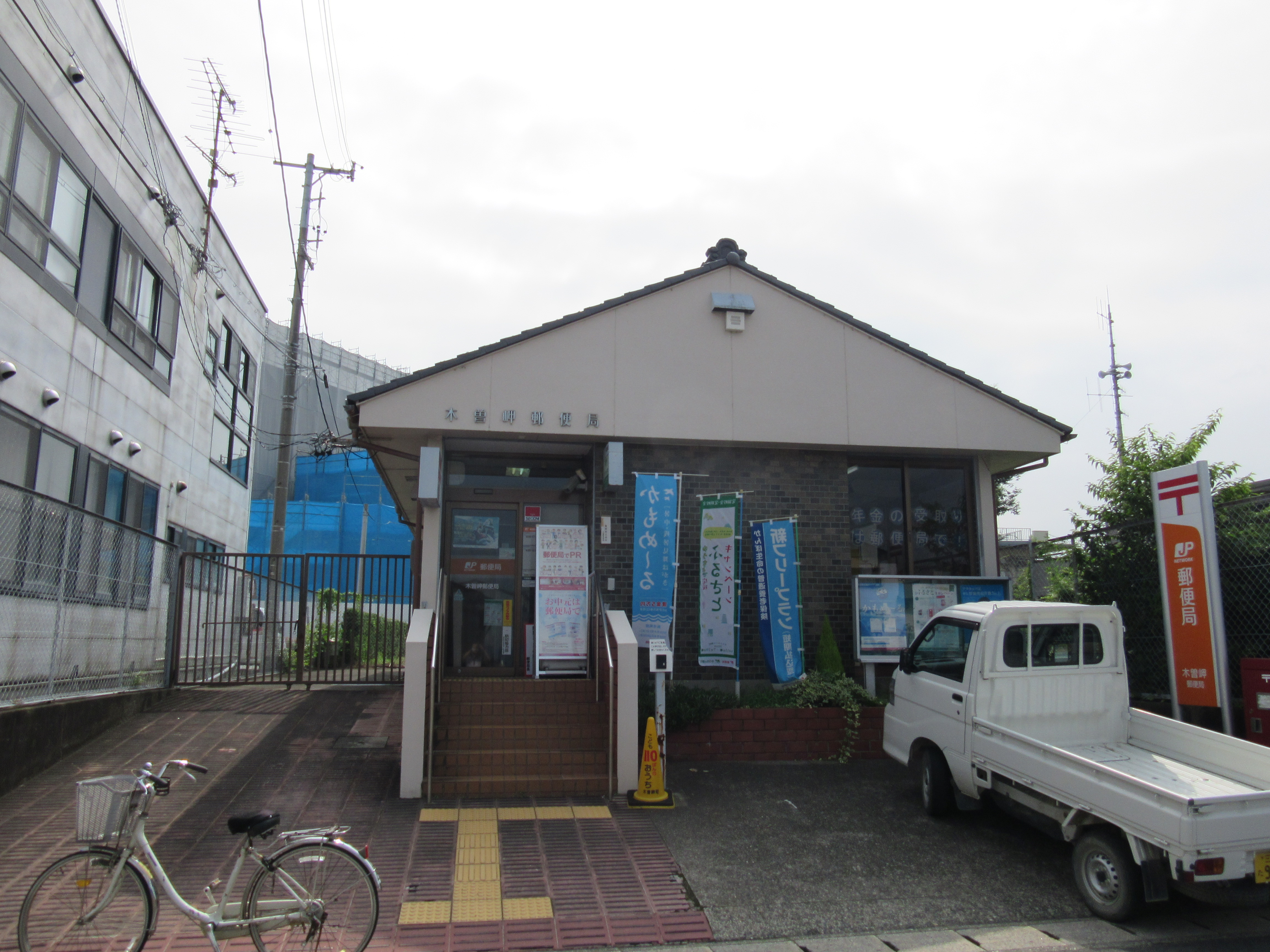
木曽岬郵便局
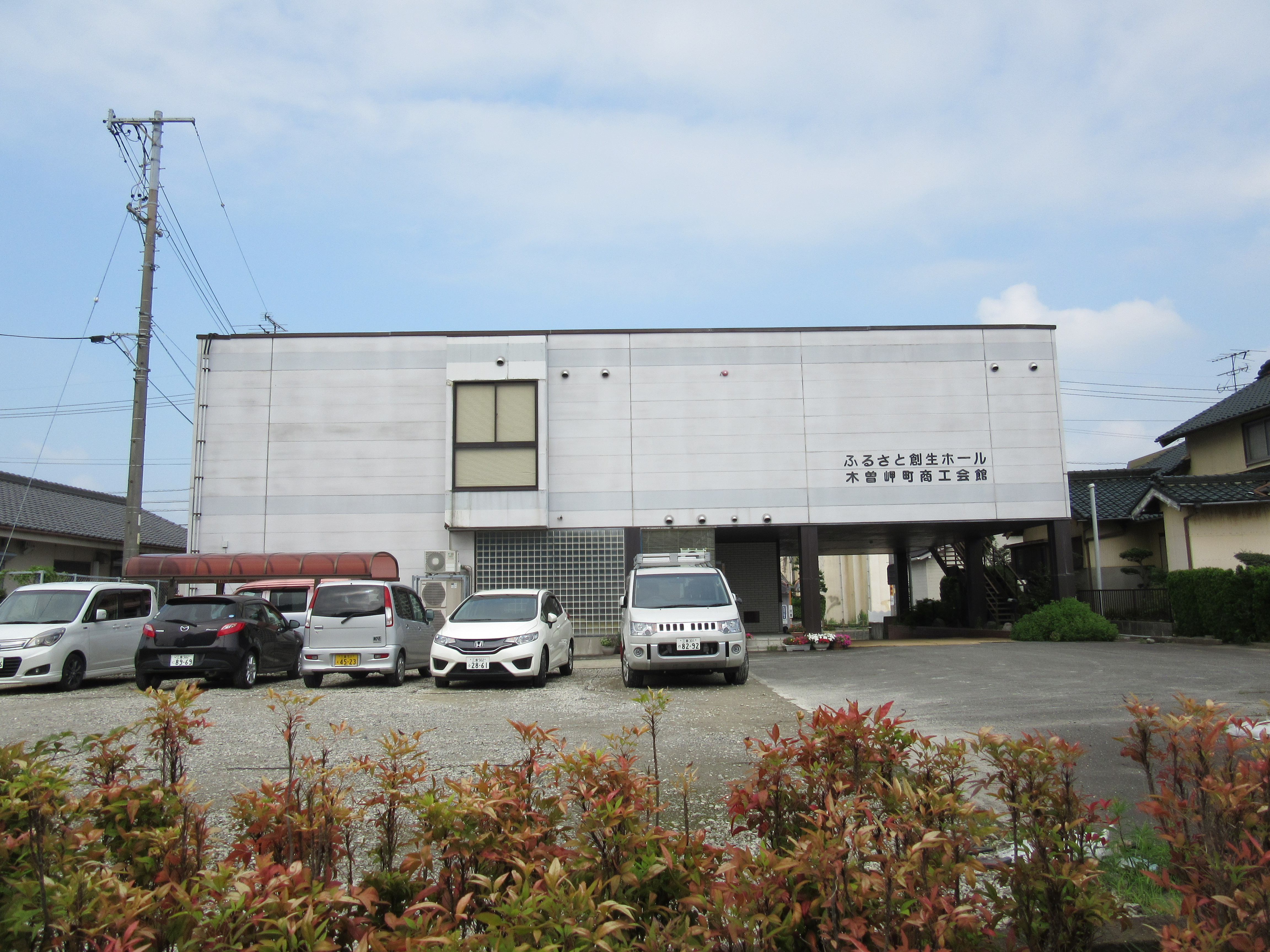
木曽岬町商工会館

### トマト

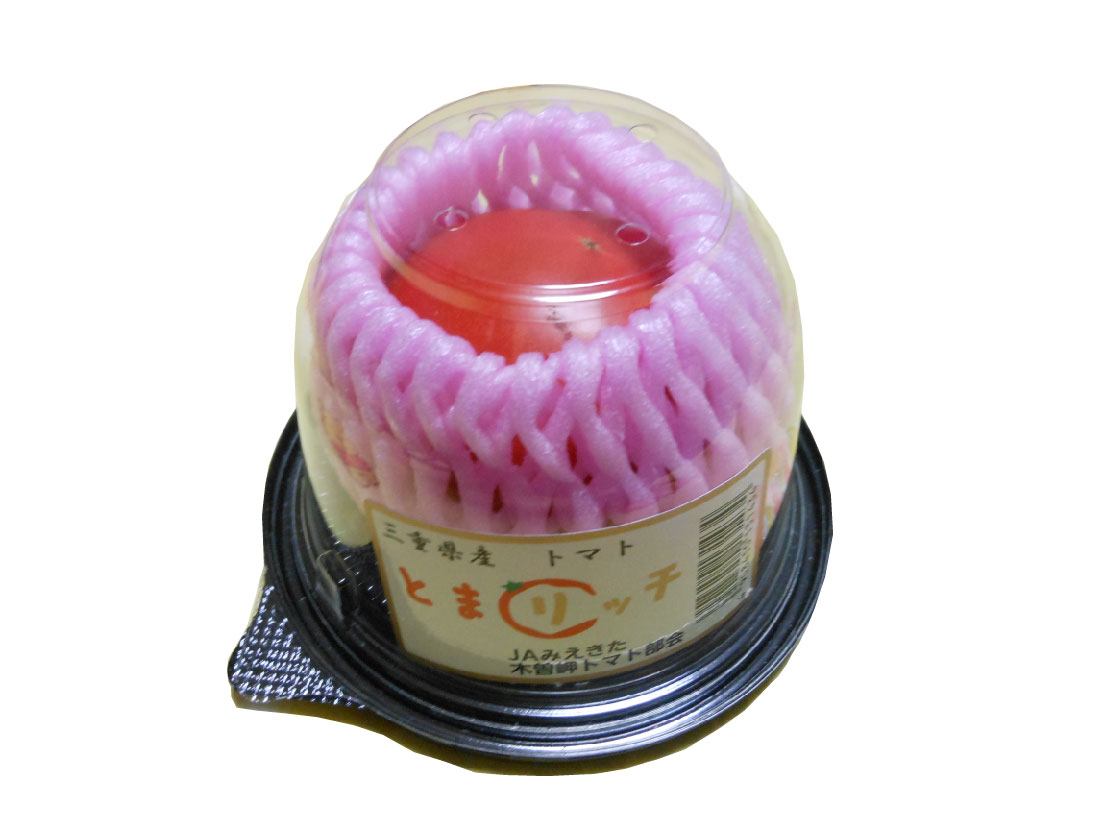
個包装された「とまリッチ」

トマトの生産量が三重県で最も多く、三重県の総出荷量の約6割を占める。木曽岬のトマト栽培は1956年（昭和31年）に始まり、品種は桃太郎が中心である。伊勢湾台風（1959年）で大きな被害を受け一時は営農意欲が失われようとしていたが、半促成栽培に取り組む農家が現れ、竹ほろを使った簡易的なビニールハウスで栽培を行うようになった。1970年代には木曽岬村（当時）だけでなく、長島町（当時）、多度町（当時）、桑名市（当時）まで栽培地域が広がっており、185戸が55 haに渡ってトマト栽培を行っていた。2015年（平成27年）の農林業センサスによると、木曽岬町のトマト農家は53経営体で、栽培面積は25 haである。
特に水分や肥料を調整した高糖度トマトは「とまリッチ」の名称で販売している。「とまリッチ」の名付け親は三重県知事鈴木英敬（当時）である。またトマトをモチーフにした木曽岬町公式マスコットキャラクター「トマッピー」や、木曽岬町のコミュニティ団体「ボラ倶楽部」のキャラクター「魔法少女トマトちゃん」がいる。

### 本社を置く企業
- 日本ハム食品（日本ハムの子会社）

### 工場を置く企業
- はごろもフーズ木曽岬プラント（旧マルアイ木曽岬工場）

## 交通

### 鉄道
町内に鉄道は通っていない。最寄り駅は愛知県弥富市の近鉄弥富駅またはJR・名鉄弥富駅。

### バス
- 三重交通
  - 61系統 名鉄バスセンター→名四木曽岬→南長島（片方向に1日夜間の1本のみ運行）
- 木曽岬町自主運行バス 近鉄弥富駅まで運行されている。

### 道路
- 伊勢湾岸自動車道：弥富木曽岬IC
- 国道23号：木曽川大橋
- 国道1号：尾張大橋上を数十m通る
- 三重県道・愛知県道108号木曽岬弥富停車場線

## 学校

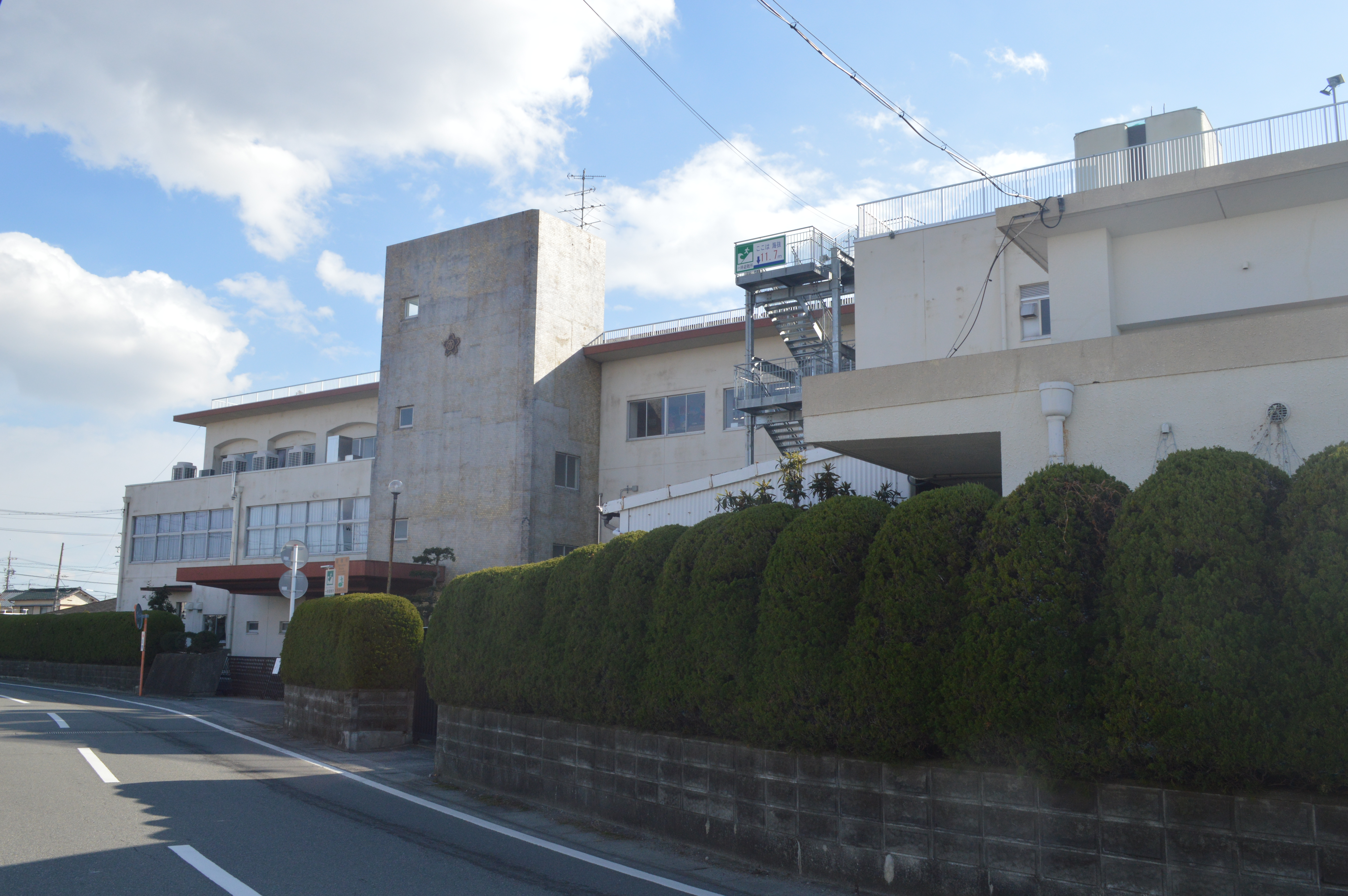
木曽岬小学校

町内には以下の学校が存在する。町内に高等学校は存在せず、桑名市などにある学校に通学することになるが、子供の出身の地区によっては愛知県内の公立の高等学校に進学できる所もある。

### 小学校
- 木曽岬町立木曽岬小学校

### 中学校
- 木曽岬町立木曽岬中学校

## 名所・旧跡・観光スポット・祭事・催事

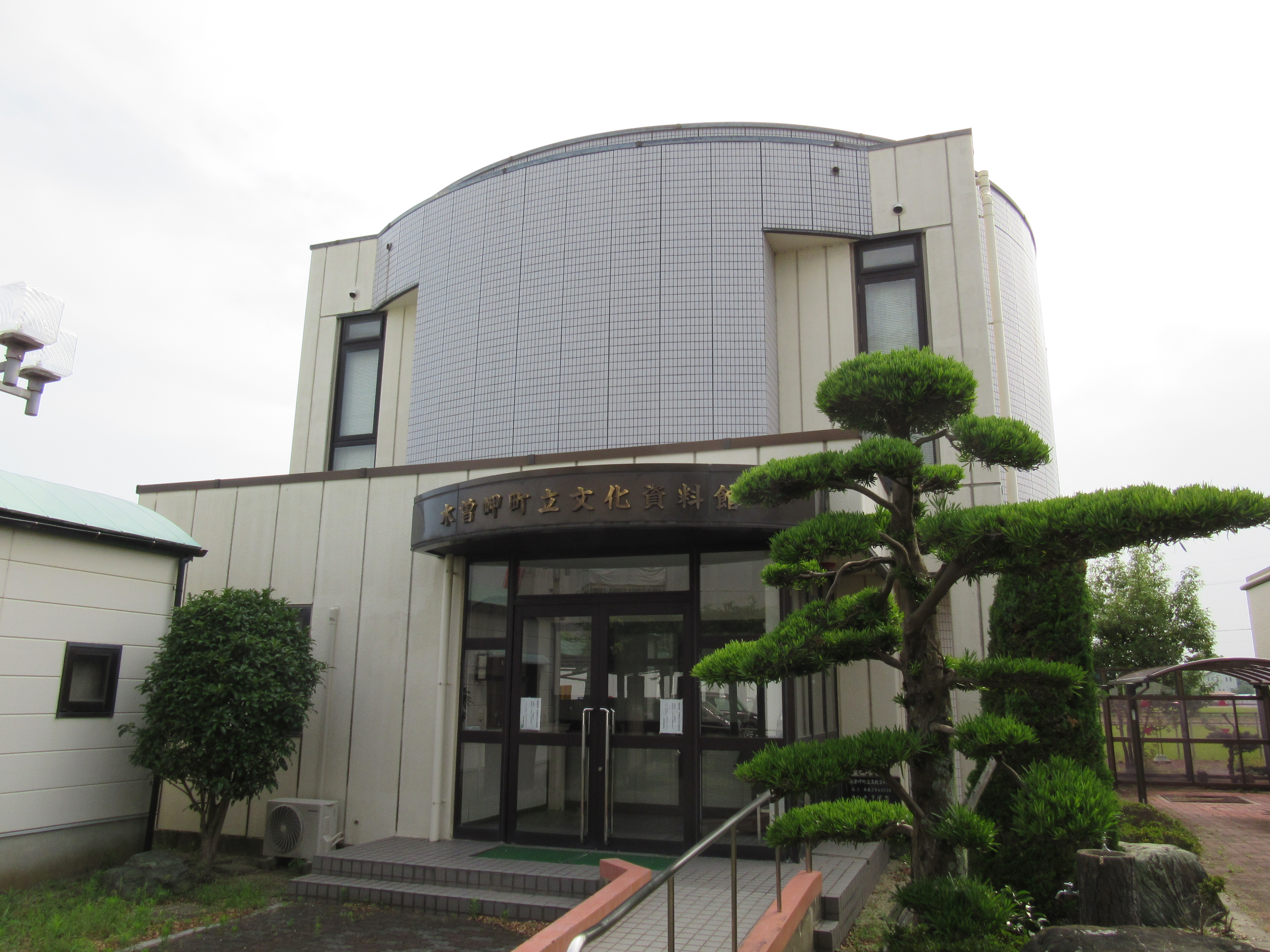
木曽岬町立文化資料館

### 観光
- 鍋田川堤 桜並木
- 鍋田川温泉
- 木曽岬温泉
- 水郷県立自然公園
- 木曽岬町立文化資料館
- グルービーパーク木曽川

### 旧跡
- 了清寺
- 源盛院

### 催事
- 輪中駅伝大会（2月）
- 産業文化祭（3月）
- 桜まつり（4月）
- やろまい夏祭り（8月）
- 町民体育祭（10月）

## 出身者
- 初代諸戸清六 - 林業家、実業家、大地主、諸戸氏庭園の所有者[14]
- 花井瑛絵 - レスリング選手[15]